# ورنر لینس

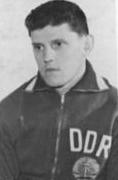
ورنر لینس

ورنر لینس (به آلمانی: Werner Linss) بازیکن فوتبال و مهاجم اهل آلمان شرقی بود که از سال ۱۹۶۲ میلادی عضو تیم ملی فوتبال آلمان شرقی بوده‌است. وی در ۲ بازی ملی حضور داشته و در بازی‌های ملی‌اش گلی به ثمر نرساند. ورنر لینس آخرین بازی ملی خود را در سال ۱۹۶۲ میلادی انجام داد.